# Бразилія на зимових Олімпійських іграх 2018
Бразилія на зимових Олімпійських іграх 2018, що проходили з 9 по 25 лютого 2018 у Пхьончхані (Південна Корея), була представлена 2 спортсменами в 2 видах спорту.

## Спортсмени
| Вид спорту          | Чоловіки | Жінки | Всього |
| ------------------- | -------- | ----- | ------ |
| Гірськолижний спорт | 1        | 0     | 1      |
| Фігурне катання     | 0        | 1     | 1      |
| Всього              | 1        | 1     | 2      |